# Avgan, Ulubey
Avgan là một xã thuộc huyện Ulubey, tỉnh Uşak, Thổ Nhĩ Kỳ. Dân số thời điểm năm 2010 là 1845 người.